# 楊廷麟
楊廷麟（？—1646年），字伯祥，號機部，晚年自號兼山，江西臨江府清江县人。

## 生平
崇禎三年（1630年）庚午科應天鄉試舉人，崇禎四年（1631年）联捷辛未科進士，都察院观政，改翰林院庶吉士，六年授编修。其性勤學好古，聞名翰林，充講官兼直經筵，與黃道周、倪元璐並以文章節義名天下，稱為「三翰林」。六年任乡试同考官，管起居注。
當時清兵之患正熾，廷麟力爭主戰，曾上疏痛斥朝廷中主和的大臣。楊嗣昌恨之，謊稱廷麟知兵，改授以兵部職方主事。贊盧象昇軍。象昇得廷麟竟大喜，即令廷麟往真定（今河北望都、正定）負責運送軍糧。崇禎十一年（1639年1月）十二月十一日盧象昇兵進駐巨鹿（今屬河北）的賈莊，僅剩五千殘卒，已斷糧數日。象昇派遣楊廷麟求助太監高起潛於雞澤。高起潛置之不理，盧象昇軍中大哭。楊廷麟在保定往真定路上忽聞象昇全軍覆沒，放聲大哭。而嗣昌本以為廷麟亦死，及聞廷麟正好奉使在外，悵恨久之，再貶到江西。李自成陷北京，廷麟聞之慟哭，募兵勤王。復知福王被擁立乃止。
唐王時授以兵部尚書，協同守將萬元吉據贛州（忠誠府）。隆武二年（清顺治三年，1646年）四月十四日清兵攻贛州，廷麟死守半年，五月，部將張安在城東梅林與清軍激戰失敗，六月，廣東兵支援贛州。十月初三日，清軍副將高進庫、馮君瑞攻南門，副將劉伯祿、賈熊、白元裔、何鳴陛攻東門，副將徐啟仁、楊武烈、崔國祥攻西門，副將李士元等攻龜尾。至四日深夜，清軍登城拆垛，蜂擁入城，城陴和巷戰死者如麻，黎明，清軍佔領贛州城。萬元吉投貢江而死，廷麟整戎佩刀赴城西清水塘投水而死，清將賈熊歎道：「忠臣也！」以四扇門為棺，葬於南門外。